# Barilium
Barilium là một chi khủng long iguanodontia ban đầu được mô tả như một loài Iguanodon (I. dawsoni) bởi Richard Lydekker năm 1888, tên loài được đặt để vinh danh nhà khảo cổ nghiệp dư Charles Dawson.

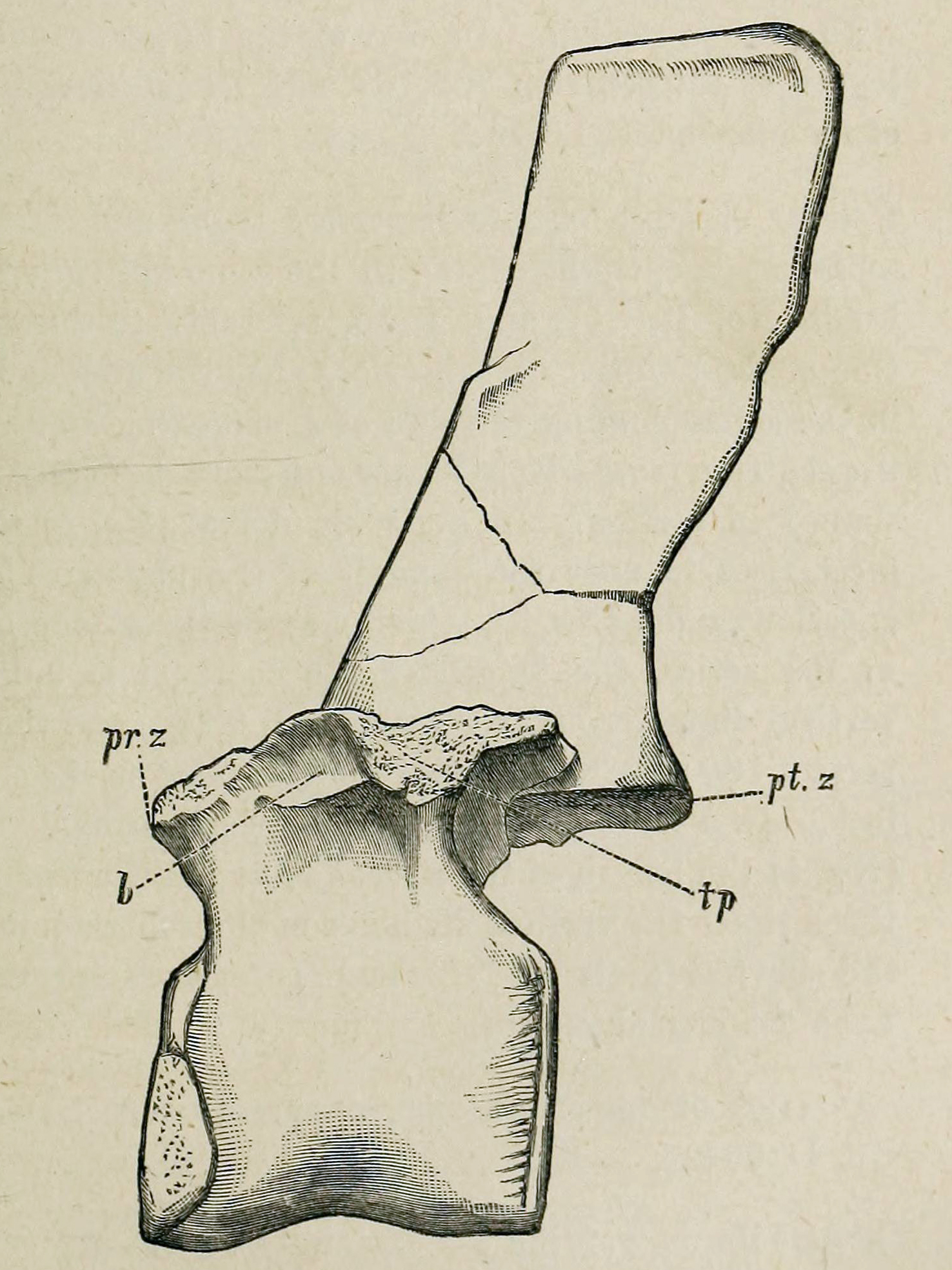
Đốt sống lưng giữa

Năm 2010, nó được tái phân loại như một chi riêng bởi David Norman. Tên chi Barilium xuất phát từ tiếng Hy Kạp barys, nghĩa là "nặng", và tiếng Latin ilium, nghĩa là xương chậu. Cùng năm đó, Kenneth Carpenter và Yusuke Ishida độc lập đặt nó vào chi mới Torilion, tên này trở thành đồng nghĩa thứ của Barilium. Nó được biết tới từ hai bộ xương không hoàn chỉnh được phát hiện tại St Leonards-on-Sea ở Đông Sussex, Anh, niên đại tầng Valangin giữa của Creta sớm tại thành hệ Wadhurst Clay.